# Víctor Martínez (baseballista)
Víctor Jesús Martínez (ur. 23 grudnia 1978) – wenezuelski baseballista, który występował na pozycji pierwszobazowego, łapacza i jako designated hitter.

## Przebieg kariery
W 1996 podpisał kontrakt jako wolny agent z Cleveland Indians i początkowo grał w klubach farmerskich tego zespołu, między innymi w Akron Aeros, reprezentującym poziom Double-A. W lipcu 2002 wystąpił w All-Star Futures Game. W Major League Baseball zadebiutował 10 września 2002 w meczu przeciwko Toronto Blue Jays, w którym zaliczył uderzenie i dwa RBI. Pierwszego home runa zdobył 29 września 2002 w ostatnim meczu sezonu zasadniczego z Kansas City Royals.
Sezon 2003 rozpoczął od występów w Buffalo Bisons z Triple-A, w którym rozegrał 73 mecze i uzyskał średnią uderzeń 0,328. Do składu Indians powrócił 28 czerwca 2003 na mecz międzyligowy z Cincinnati Reds. W 2004 po raz pierwszy wystąpił w Meczu Gwiazd, otrzymał Silver Slugger Award i pobił klubowy rekord zaliczając 108 RBI, najwięcej spośród łapaczy.
W lipcu 2009 w ramach wymiany zawodników przeszedł do Boston Red Sox, gdzie grał na pozycji łapacza i pierwszobazowego.
W listopadzie 2010 podpisał czteroletni kontrakt wart 50 milionów dolarów z Detroit Tigers. W nowym zespole zadebiutował 31 marca 2011 w meczu z New York Yankees jako designated hitter. W 2012 opuścił cały sezon z powodu zerwania więzadła krzyżowego przedniego lewego kolana. W listopadzie 2014 podpisał nowy, czteroletni kontrakt wart 68 milionów dolarów.
7 lipca 2017 w meczu przeciwko Cleveland Indians zaliczył 2000. odbicie w MLB. Po raz ostatni zagrał 22 września 2018.

## Nagrody i wyróżnienia
| Nagroda/wyróżnienie     | Lata                         | Źródło |
| 5× All-Star             | 2004, 2007, 2009, 2010, 2014 | [ 1 ]  |
| 2× Silver Slugger Award | 2004, 2014                   | [ 1 ]  |